# Face the Music
Face the Music es el quinto álbum de estudio de la banda británica Electric Light Orchestra, publicado por la compañía discográfica Jet Records en noviembre de 1975 en el Reino Unido y por United Artists Records en septiembre del mismo año en los Estados Unidos. Como curiosidad, podemos mencionar que "Face the music" es una expresión coloquial anglo, que significa "enfrentar la adversidad", y que, al tener la palabra "music" en ella, calzó muy bien al ser utilizada como título de un álbum.

## Trasfondo
El quinto álbum de estudio de la Electric Light Orchestra fue el primero grabado en los Musicland Studios de Munich, Alemania, que fue presentado a Lynne por Deep Purple durante una gira por los Estados Unidos. El grupo incluyó una nueva formación con el bajista Kelly Groucutt y el chelista Melvyn Gale reemplazando a Mike de Albuquerque y a Mike Edwards respectivamente.
La contraportada del álbum incluyó una fotografía de los miembros del grupo con las caras aplastadas contra un panel de cristal, supuestamente mirando la electrocución de la portada, donde se muestra una silla eléctrica. El único miembro que no mira al frente es Richard Tandy, que aparentemente no le gustaba la idea y no quiso participar. Groucutt, nuevo miembro del grupo, cantó en las canciones «Poker» y «Down Home Town», así como en una de las estrofas de «Nightrider».
«Fire on High» incluyó un backmasking al comienzo. Cuando la canción se reproduce hacia atrás, se puede oír al batería Bev Bevan diciendo: «The music is reversible, but time is not. Turn back. Turn back. Turn back» (en español: «La música es reversible, pero el tiempo no. Retrocede. Retrocede. Retrocede»), aparentemente como una burla de Jeff Lynne ante las falsas acusaciones satánicas que miembros de un grupo fundamentalista encontraron en «Eldorado». «Down Home Town» también comienza con un backmashing, el estribillo de la canción «Waterfall». Una porción del crescendo de cuerdas de «Nightrider» fue también usado al revés en «Evil Woman».

## Recepción
Tras su publicación, los sencillos «Evil Woman» y «Strange Magic» se convirtieron en las canciones más exitosas del grupo grabadas hasta la fecha. «Evil Woman» llegó al puesto diez tanto en la lista estadounidense Billboard Hot 100 como en la británica UK Singles Chart, mientras que «Strange Magic» alcanzó la posición 14 en la lista de sencillos de Estados Unidos. A pesar del éxito de los sencillos, Face the Music no entró en la lista de discos más vendidos del Reino Unido, convirtiéndose en el tercer y último trabajo de estudio de la Electric Light Orchestra en no alcanzar una posición en la lista de su país natal. En los Estados Unidos, el álbum llegó al puesto ocho de la lista Billboard 200, superando las ventas de su predecesor, Eldorado, y fue certificado como disco de platino por la RIAA al superar el medio millón de copias vendidas en el país.

## Reediciones
El 11 de septiembre de 2006, Epic Records y Legacy Recordings reeditaron una versión remasterizada de Face the Music con cuatro temas extra: tres mezclas alternativas de «Fire on High Intro», «Evil Woman» y «Waterfall», y la versión editada de «Strange Magic» publicada como sencillo en los Estados Unidos.

## Lista de canciones
Todos los temas compuestos por Jeff Lynne.

| Cara A |                |          |  |
| N.º    | Título         | Duración |  |
| 1.     | «Fire On High» | 5:30     |  |
| 2.     | «Waterfall»    | 4:27     |  |
| 3.     | «Evil Woman»   | 4:19     |  |
| 4.     | «Nightrider»   | 4:23     |  |

| Cara B |                    |          |  |
| N.º    | Título             | Duración |  |
| 1.     | «Poker»            | 3:31     |  |
| 2.     | «Strange Magic»    | 4:29     |  |
| 3.     | «Down Home Town»   | 3:54     |  |
| 4.     | «One Summer Dream» | 5:47     |  |

| Temas extra (reedición de 2006) |                                           |          |  |
| N.º                             | Título                                    | Duración |  |
| 9.                              | «Fire On High Intro» (Mezcla alternativa) | 3:23     |  |
| 10.                             | «Evil Woman» (Mezcla alternativa)         | 5:00     |  |
| 11.                             | «Strange Magic» (Sencillo)                | 3:27     |  |
| 12.                             | «Waterfall» (Mezcla instrumental)         | 4:15     |  |

## Personal
- Jeff Lynne: voz, guitarra y teclados
- Bev Bevan: batería, percusión y coros
- Richard Tandy: teclados y guitarra
- Kelly Groucutt: bajo y coros
- Mik Kaminski: violín
- Hugh McDowell: chelo
- Melvyn Gale: chelo
- Ellie Greenwich: coros
- Susan Collins: coros
- Nancy O'Neill: coros
- Margaret Raymond: coros

## Posición en listas
| País           | Lista             | Posición |
| -------------- | ----------------- | -------- |
| Australia      | ARIA Albums Chart | 30       |
| Estados Unidos | Billboard 200     | 8        |
| Países Bajos   | MegaCharts        | 11       |
| Suecia         | Albums Top 60     | 41       |

| Sencillo        | País           | Lista               | Posición |
| --------------- | -------------- | ------------------- | -------- |
| «Evil Woman»    | Australia      | ARIA Singles Chart  | 23       |
| «Evil Woman»    | Canadá         | RPM Singles Chart   | 6        |
| «Evil Woman»    | Estados Unidos | Billboard Hot 100   | 10       |
| «Evil Woman»    | Países Bajos   | Dutch Top 40        | 21       |
| «Evil Woman»    | Irlanda        | Irish Singles Chart | 10       |
| «Evil Woman»    | Reino Unido    | UK Singles Chart    | 10       |
| «Strange Magic» | Australia      | ARIA Singles Chart  | 85       |
| «Strange Magic» | Canadá         | RPM Singles Chart   | 20       |
| «Strange Magic» | Estados Unidos | Billboard Hot 100   | 14       |
| «Strange Magic» | Reino Unido    | UK Singles Chart    | 38       |

## Certificaciones
| Fecha               | País           | Organismo certificador | Certificación | Ventas certificadas |
| ------------------- | -------------- | ---------------------- | ------------- | ------------------- |
| 23 de enero de 1976 | Estados Unidos | RIAA                   | Oro           | 500 000             |
| 1 de marzo de 1976  | Canadá         | CRIA                   | Oro           | 50 000              |